# A Night at the Opera (албум групе Queen)
„A Night at the Opera“ је четврти студијски албум британске групе „Квин“, издат 21. новембра 1975. Назив је добио по истоименом филму браће Маркс, који су чланови групе гледали једне ноћи у студијском комплексу док су снимали албум. Овај албум се сматра једним од најбољих албума ове групе.
Песма "Bohemian Rhapsody" и You're My Best Friend" су засебно издате и као сингл.

## Списак песама
Првих седам песама се налазило на страни А, док су се остале налазиле на страни Б.